# Магомедов, Сейфулла Сеферович
Сейфулла Сеферович Магомедов (15 мая 1983; Махачкала, Дагестанская АССР, СССР) — российский тхэквондист, первый в истории четырёхкратный Чемпион Европы по тхэквондо, Участник Олимпийских игр, восьмикратный чемпион России по тхэквондо, четырёхкратный призёр чемпионата мира, капитан российской сборной по тхэквондо, капитан дагестанской сборной по тхэквондо, Заслуженный мастер спорта России, рутулец по национальности.

## Биография
Сейфулла Магомедов родился в 1983 году в городе Махачкала. Там же начал заниматься тхэквондо. Первый тренер — И. Исмаилов. В сборной команде России с 2001 года. Выступает за Дагестанский государственный центр боевых искусств.
В 2004 году участвовал на Олимпийских играх. В 2012 году на чемпионате Европы, проходившем в Манчестере, Сейфулла стал первым в истории четырёхкратным чемпионом Европы по тхэквондо. На сегодняшний день является единственным в России и в мире четырёхкратным чемпионом Европы

## Соперники и результаты боев
Сейфулла Магомедов - самый титулованный российский тхэквондист, занимает первую строчку европейского и вторую строчку мирового рейтингов в весе до 54 кг.

## Статистика
- Всего боев: 92
- Одержал победу: 71
- Участвовал в 32 международных турнирах[2]

## Личная жизнь
В 2001 году окончил школу № 38 в Махачкале. Окончил Дагестанский государственный технический университет.
Жена:
- Сарийя, также занимается тхэквондо, четырёхкратная чемпионка России[10].

Дети:
- Дочь — Самира.[11]
- Сын — Джафар.